# Miletín
Miletín (in tedesco Miletin) è una città della Repubblica Ceca facente parte del distretto di Jičín, nella regione di Hradec Králové.